# Veron Načinović
Veron Načinović (Rijeka, 7. ožujka 2000.), hrvatski rukometaš i reprezentativac Hrvatske. 
Njegov otac Alvaro Načinović olimpijski je prvak s Hrvatskom 1996. godine.

## Klupska karijera
Veron Načinović počeo je igrati rukomet u RK Zametu u Rijeci, u kojem je debitirao u Prvoj hrvatskoj ligi 28. svibnja 2016. godine. U sezoni 2020./'21. 2,03 m visoki pivot igrao je za slovenskog prvaka RK Celje. Zatim je prešao u francuski prvak  Montpellier.

## Reprezentacija
Veron Načinović je s hrvatskom mladom reprezentacijom osvojio brončanu medalju na Europskom ljetnom olimpijskom festivalu mladih 2017.
S hrvatskom seniorskom reprezentacijom osvojio je 8. mjesto na Europskom prvenstvu 2022. postigavši tri pogotka u četiri utakmice. Bio je član hrvatske reprezentacije koja je osvojila srebro na Svjetskom prvenstvu u Hrvatskoj, Danskoj i Norveškoj 2025.